# Chloraea membranacea
Chloraea membranacea är en orkidéart som beskrevs av John Lindley. Chloraea membranacea ingår i släktet Chloraea och familjen orkidéer. Inga underarter finns listade i Catalogue of Life.